# إيما مسقط

إيما مسقط (مواليد 27 نوفمبر 1999) هي مغنية مالطية مثلت مالطا في مسابقة الأغنية الأوروبية لعام 2022.

## روابط خارجية
- إيما مسقط على موقع IMDb (الإنجليزية)
- إيما مسقط على موقع روتن توميتوز (الإنجليزية)
- إيما مسقط على موقع ميوزك برينز (الإنجليزية)
- إيما مسقط على موقع أول ميوزيك (الإنجليزية)
- إيما مسقط على موقع ديسكوغز (الإنجليزية)